# 今坂喜好
今坂 喜好（いまさか きよし、1945年 - ）は、日本のプロ野球チーム・阪急ブレーブスの私設応援団「八二会（やじかい）」団長。スタジアムのファンも選手も楽しませる野次で有名となった。元阪急電鉄（現・阪急阪神ホールディングス）社員。
※以下の文中では、阪急ブレーブスの球団名は適宜「ブレーブス」と略記する。

## 来歴・人物
大阪府大阪市大正区南恩加島で生まれ育つ。6人兄弟の五男だったが、兄のうち2人は生まれたときすでに戦病死していたという。父は兵庫県尼崎市の鉄工所勤務だった。少年時代、野球で遊ぶことはあったが、周囲は南海ホークスのファンばかりであったと述べている。
小学4年生の時（推定）に大阪球場で南海ホークス - 阪急ブレーブス戦を観戦、空いているという理由でレフトスタンドにいたところ、ブレーブスの選手のホームランボールを拾う。試合終了後に、その選手のサインを貰ったことが機会となり、阪急ブレーブスのファンになる。この頃は、球場では外野席から眺めているだけだった。だが、徐々に他の常連客から顔を覚えられ、グラウンドに向かって声を出すようになった。高校まではずっと野球をやり、ポジションはすべて経験したという。
その後、阪急電鉄（当時は「京阪神急行電鉄」）に入社。入社時に車掌なども勧められたが、勤務時間が一定せず野球観戦が困難になるという理由で断り、阪急西宮球場へ徒歩で通える西宮工場で車両の整備をおこなう仕事に就いた。西宮工場と正雀工場の統合後は正雀工場に勤務した（当人の述懐では入社から「10年くらい」のとき）。正雀工場では車両部工場課で整備士を務めた。
「20歳の時」に応援団長を依頼される。その後、応援団「八二会」が結成された。今坂自身の述懐では、周囲の阪急ブレーブスファンが今坂を「盛り立てたろか」、「あの声のでかい兄ちゃんを中心に、一つになろやないか」、という形で結成された。自らは応援団長となったが、別に会長を置いて会の運営や外部との折衝は会長がおこなっていた。また阪急社内には別に社員応援団があったが、「八二会」はそれとは一線を画し、当人によると「勝手にやってる扱い」だったという。
1967年にブレーブスが初優勝した際は西京極球場で立ち会い、試合終了後はグラウンドに入って胴上げの輪に加わったものの、興奮した観衆がベンチに入らないよう会員でガードしたという。その年のオフには監督の西本幸雄からメンバーが自宅に招かれ、「いつもありがとう」ともてなしを受けた。
25歳で結婚と同時に阪急沿線の大阪府箕面市へと転居。結婚当初は応援を「週1回」に控えたが、少しずつ元に戻したという。
ブレーブスが1975年に日本シリーズを制覇すると、球団からメンバーに無料チケットが進呈されるようになる。今坂は日本シリーズ制覇後の祝勝会では選手に酒樽に入れられ、宝塚大劇場で開かれた日本一報告会では「ファン代表」としてコメントした。「名物応援団長」としてマスコミにも取り上げられ、スポーツ新聞の4コマ漫画にも何度か描かれた。吉本興業の若手芸人が「笑いを学んでこい」と命じられて「一日弟子入り」をしたこともあった。
1976年の日本シリーズの優勝祝賀会には「正式な応援団」としてメンバーが初めて招待された。1980年頃に、ブレーブス本拠地の阪急西宮球場の一塁側内野スタンドに応援団用の「お立ち台」が設けられた。高知県でのキャンプの際には、球団から応援団員に宿舎に部屋が用意されたという。
1988年10月19日夕刻、阪急電鉄はブレーブスをオリエント・リース（現・オリックス）に売却すると発表した。今坂は当日、午後3時に一人で本社に呼び出されて球団の売却を伝えられた。今坂は呼び出しの理由がわからず「金一封でも貰えるんかな?」「表彰に決まっとる」といった思いで出向いたという。通告にショックを受け、引き続いて聞いた新阪急ホテルでの売却発表会見も途中で抜けて飲み歩いた後、夜行列車で北陸方面に出向き数日大阪を離れた。
ブレーブスのオリックスへの売却に伴い「八二会」は活動を取りやめ（会としては存続）、一部メンバーがオリックス・ブレーブス応援団に流れた。「オリックス・ブレーブス」時代の今坂については「応援を引退した」、「阪急時代の帽子と応援用陣羽織の姿で応援に通った」と文献によって記述が異なる。その後、オリックスが球団名を「オリックス・ブルーウェーブ」に改称すると「八二会」は正式に解散した。今坂は、読売新聞の取材に対して、球団の神戸移転と改称を「もう潮時やな」と思ったと述べている。
応援から退いた後も阪急時代の選手が現役の間は球場へ行っていたが、旧・阪急ファンに見つけられると「思わず顔を隠して」いたという。1995年秋に、50歳を機に阪急電鉄を退社。ブレーブスが売却されて張り合いをなくし、会社に対しても売却に対する不満があったという。退社後は複数の職を移り、酒量の増加で離婚して妻子と別れた。野球を見やすいようにと大阪ドーム近くの大阪市西区九条に転居した。2005年時点では配送業に就いていた。2019年時点では週に数度運送会社で働いていると紹介された。
2011年5月8日、「LEGEND OF Bs 2011」としてオリックスの選手が阪急ブレーブスの復刻ユニフォームを着用した対ロッテ戦で、応援団長時代の服装で始球式に登場、久々に公の場に姿を現した。その後、現在は福岡ソフトバンクホークスを応援する南海ホークス応援団が、大阪ドームでの試合に今坂を呼んでくれるようになった。
2015年には南海ホークス応援団が今坂の「古希の祝い」を催し、12月にはブレーブスの球団OB会に招かれた。
オリックス・バファローズが「阪急軍」としての発足から80周年を迎えた2016年、1月23日に阪急西宮ガーデンズで開かれた記念イベント（ブレーブスおとな会主催）に参加し、「阪急OB（福良淳一）が初めて監督になった。今年は京セラドームに行きたい」と述べた。同年7月29日には、増山実（『ビーバップ!ハイヒール』の構成作家）の著書『勇者たちへの伝言　いつの日か来た道』（第4回「大阪ほんま本大賞」受賞）の「爆売れ祈願」に、増山および阪急の元選手である高井保弘、ロベルト・バルボンとともに姿を見せた（今坂は応援時の陣羽織を着用）。
2023年の第95回記念選抜高等学校野球大会に出場した北陸高等学校がブレーブスに酷似したユニフォームを採用していることが話題になったとき、読売新聞に「これぞ阪急というイメージで思い出す人も多いのではないか。試合を見に行こうかな」というコメントを寄せた。

## 野次と応援
「八二会」の名称にあるとおり、野次を売り物とした。これは発足当時すでに複数の応援団が存在する中で、独自性を出すために発案したものであった。大声を出す練習を武庫川の川原で繰り返し、その結果しわがれ声となった。今坂は「頭で考えたヤジなんか、ちっとも面白うない」と選手を観察して即興のフレーズで野次にし、冒頭には「おーい、××」と選手に呼びかけるスタイルだった。「おーい門田ー。ブタマン食うか?」「おーい、ノムさんやー。藤山寛美にあんまり似とるから、本人がかわいそうやでー」といったものだった。即興の野次だったため、今坂自身は2005年のインタビューで野次の内容を覚えていないと述べている。パシフィック・リーグ在阪球団の応援団の間では野次について「下ネタは避ける」「選手のプライベートは題材にしない」などのルールがあり、対戦カードの試合後には合同で反省会を持っていた。パ・リーグの応援団にはセントラル・リーグに負けたくないという意識があり球団を超えて仲がよかった。一方、関西のマスコミで扱いの大きな阪神タイガースへの対抗意識は強く、キャンプ先の高知での阪神戦では野次に熱が入った。
1978年の日本シリーズ第7戦（後楽園球場）で、ヤクルトスワローズの大杉勝男が放った本塁打の打球の判定をめぐって阪急監督・上田利治が審判に抗議した際には、今坂もスタンドで「ファウル」と連呼してヤクルトファンの客と口論から乱闘になり、2人で富坂警察署まで連行されて注意を受けて球場に戻ったところ、上田の抗議がまだ続いていたため「どないなっとんのやろか」と驚いたという。
「八二会」は今坂の記憶では「23人前後」のメンバーがおり、試合には15人程度が来ていたという。メンバーには交代もあり、全員が一貫してはいなかった。結成当時のメンバーには阪急池田駅前で洋品店と喫茶店を営んでいた男性がおり、それがいしだあゆみの父だったという。
スタンドでは、1979年秋から阪急百貨店ブレーブス応援団部（吹奏楽団有志の「ラッパ隊」とチアリーダー）による応援が始まるが、今坂はそれらに対してもヤジを入れたり演奏を仕切ったりした。
紙吹雪には、車両基地で調達できる不要になった中吊り広告を転用し、「普通の紙より少し重めやから、フワーッと散り過ぎんと、きれいに舞うんやなあ」と述べている。ただし、1976年の日本シリーズ制覇後に出た、監督の上田利治をあしらった記念広告だけは「細断して紙吹雪にはできんかったね」と話す。
前記の通り、今坂の外見のトレードマークはブレーブスの「勇者ワッペン」を背中に貼った陣羽織で、「オーナーにもらった生地」で仕立てたものだという。